# Aquilifer

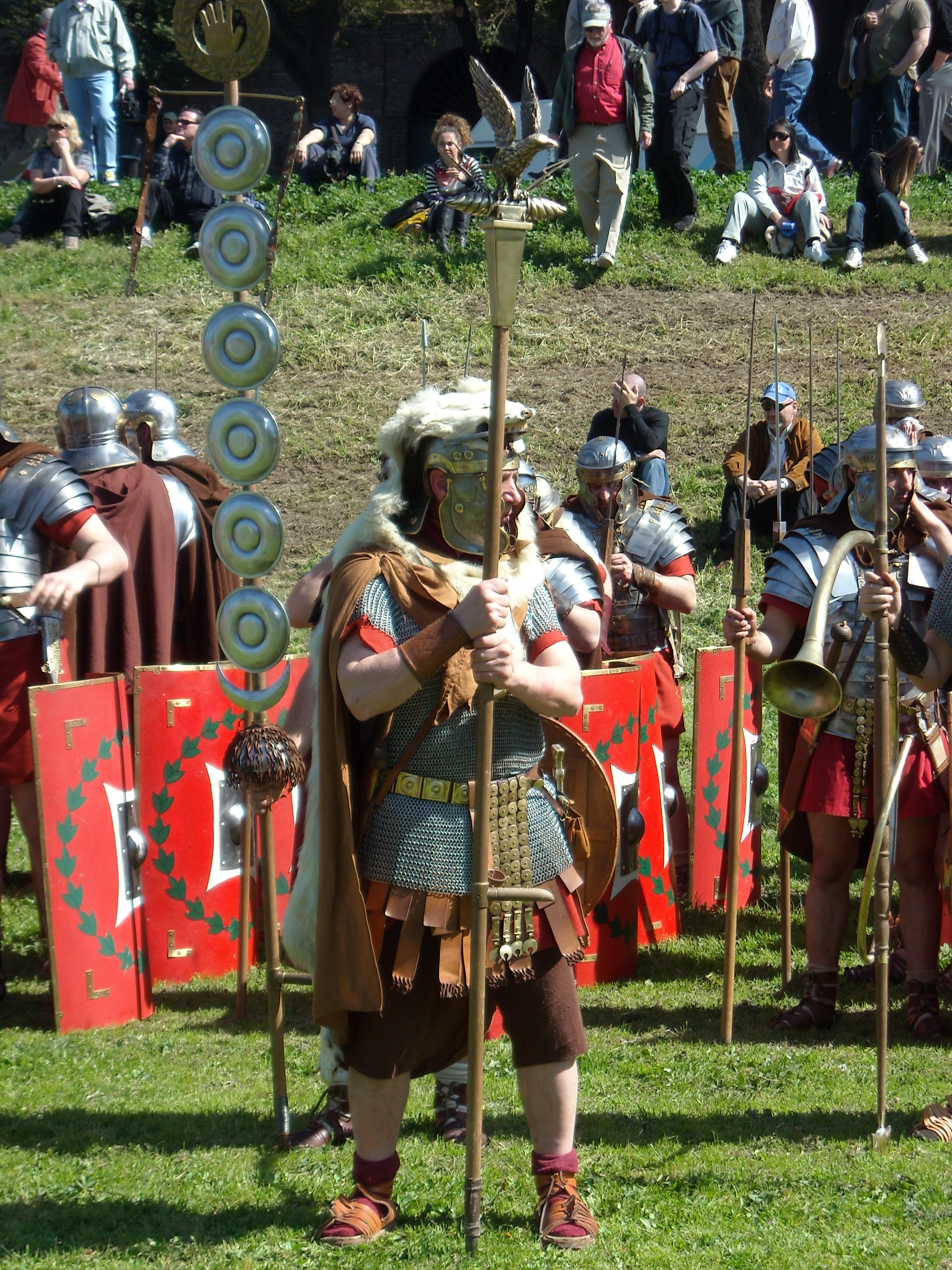
Reconstitution d'un aquilifer par la compagnie LEGIO XXX ULPIA TRAIANA VICTRIX ONLUS.

Un aquilifer était un signifer de rang supérieur, porteur de l'emblème de l'« aigle » dans une légion romaine. Le nom provient de l'emblème représentant l'aigle (en latin, « aquila »), qui était le type d'emblème communément utilisé depuis la réforme marianique en 104 av. J.-C. Avant cette date, le loup, le sanglier, le taureau et le cheval ont été aussi utilisés. L'emblème de l'aigle était la possession la plus importante de la légion et sa perte était une honte terrible.

## L'emblème
L'emblème « aquila » portait généralement des ailes levées entourées par une couronne de laurier. Il était monté sur une base trapézoïdale étroite, montée sur une hampe qui permettait de le porter bien haut.

## Statut et rôle de l’aquilifer
L’aquilifer, le porteur de l'emblème de l'aigle romaine, bénéficiait d'un prestige considérable ; son statut le situait juste en dessous du centurion, et devant l’optio ; il arrivait d'ailleurs qu'un aquilifer devienne centurion. Ce poste d'honneur était souvent attribué à un vétéran, dont il constituait en quelque sorte le « bâton de maréchal ». Il recevait de plus une solde double de celle du légionnaire ordinaire.

À la différence d'autres porteurs d'emblèmes, l’aquilifer ne portait sans doute pas de peau d'animal, et allait sans doute nu-tête, puisque aucune représentation connue d'un aquilifer ne le montre avec une coiffure ou un casque.

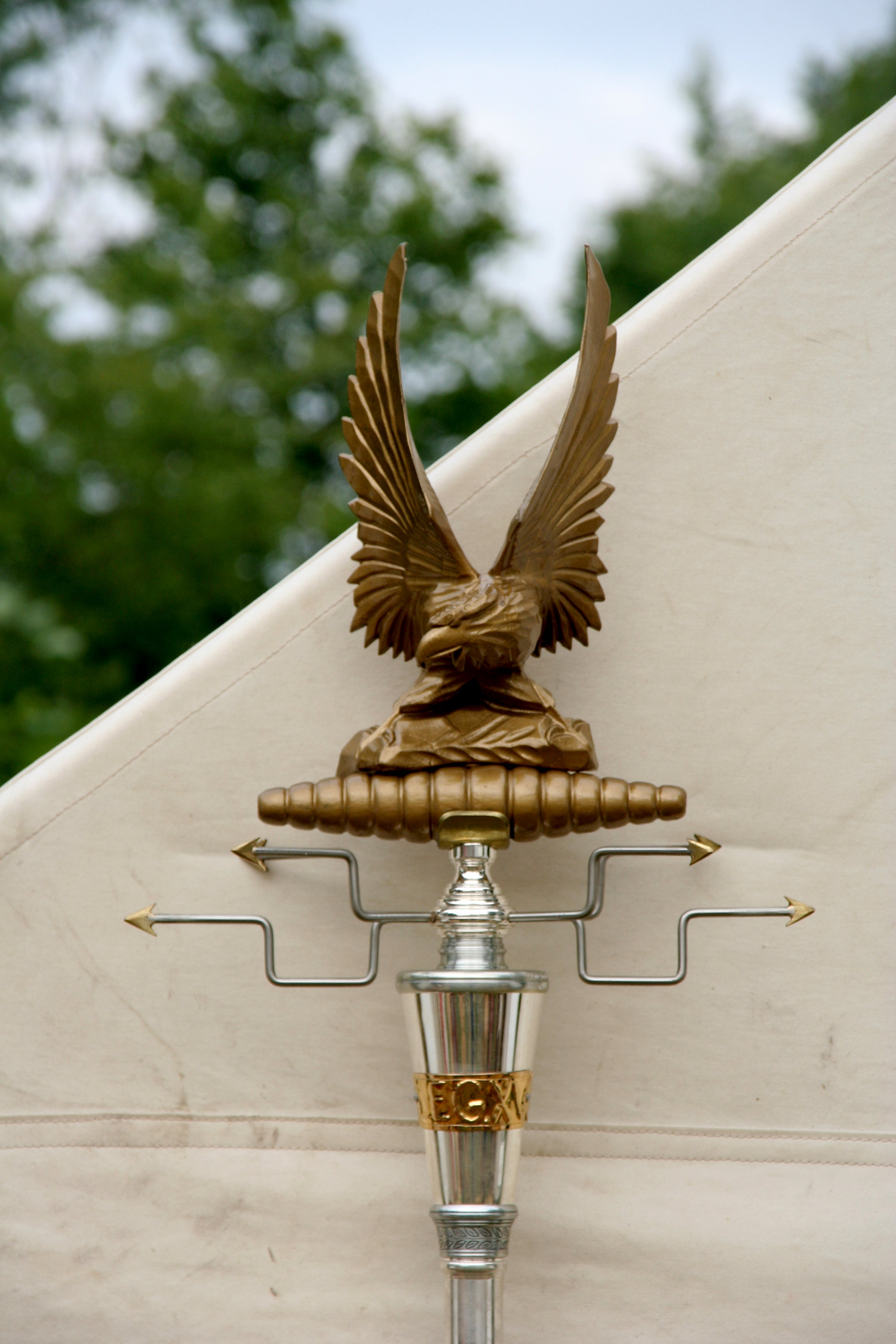
Emblème de l'aigle romaine.

L'importance de l’aquilifer était grande, puisqu'il constituait le point de ralliement que tous suivaient des yeux, celui dont l'attitude pouvait galvaniser les troupes. L'exemple le plus fameux, qui provient des Commentaires sur la Guerre des Gaules de Jules César, est celui de l’aquilifer anonyme et héroïque de la legio X Equestris : alors que Jules César vient de toucher terre sur les côtes de « Bretagne », et que les troupes hésitent à débarquer, l’aquilifer de la formation favorite de César saute à terre en s'écriant : 

« Suivez-moi, camarades, si vous ne voulez pas voir notre aigle tomber aux mains de l'ennemi ! Car moi, en tous cas, je compte faire mon devoir vis-à-vis de ma patrie et de mon général ! »

 Ses compagnons, enflammés par son exemple, sautent promptement à terre pour le suivre.